# 法國佛教徒聯合會

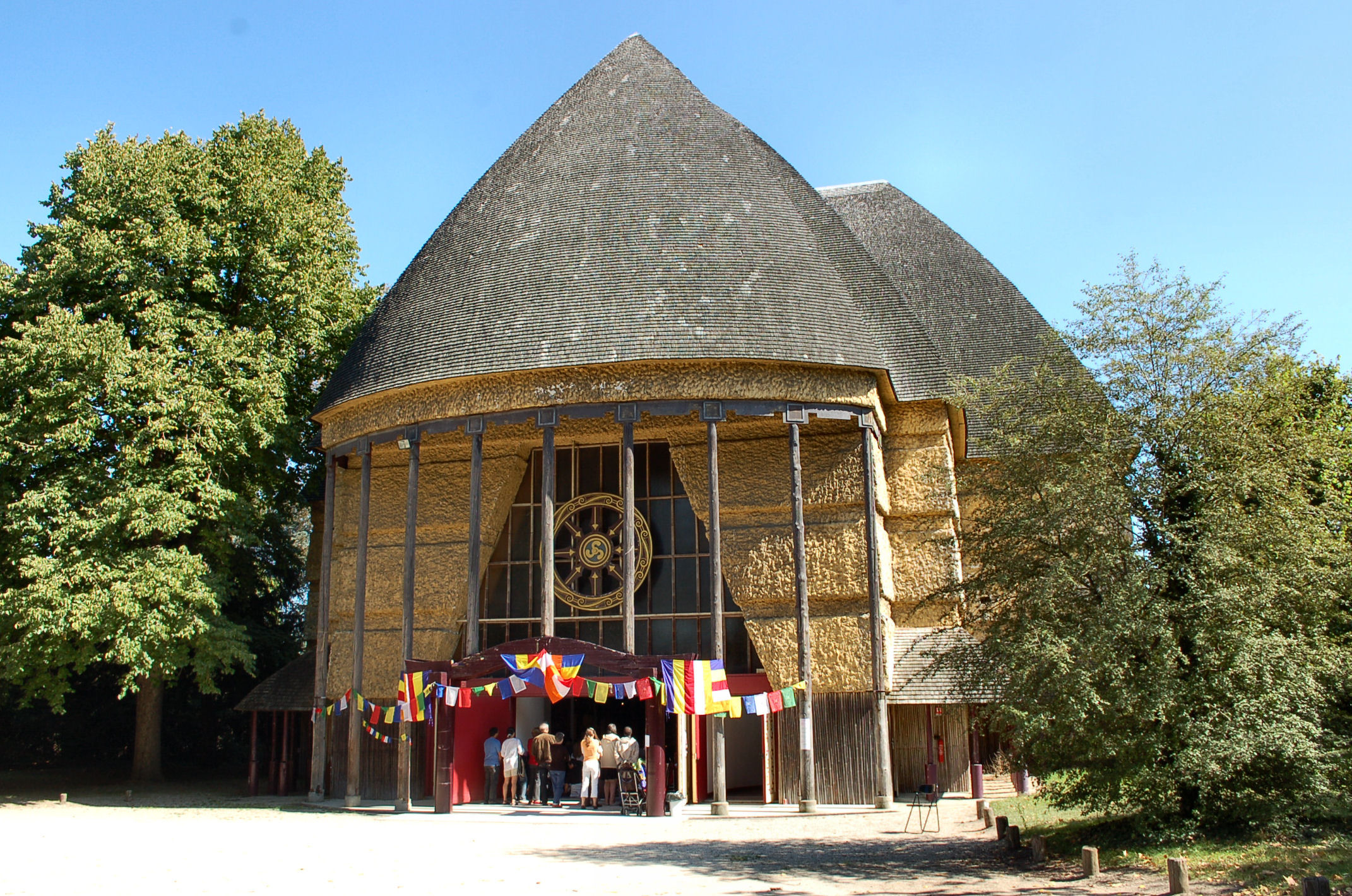
該聯合會會址---彎賽訥佛寺

法國佛教徒聯合會（法語：Union bouddhiste de France，缩写UBF），简称“法佛联”，是根據法國《1901年結社法》於1986年成立的非盈利、非政治性民間組織，它是統攝、協調南傳、北傳、藏傳在法國各地大小寺院和佛教團體的廣泛組織，代表法國佛教團體出席國際佛教活動及法國國家層面宗教會議和討論。

## 概论
法佛联會址在巴黎東邊彎賽訥森林的彎賽訥佛寺（法語：Pagode de Vincennes）。
2012年該聯合會宣稱法國有100萬實修的佛教徒，佛教是法國的第四大宗教。
法國國家電視二臺每個星期天上午播出一期有關佛教智慧的訪談節目。

## 註释
1. 1 2  .   [2018-08-26]. （原始内容存档于2021-03-15）.

## 外部連結
- 官方網站 （页面存档备份，存于）